# Блохин, Алексей Александрович
Алексе́й Алекса́ндрович Блохи́н (19 [31] мая 1897, Костромской уезд, Костромская губерния — 6 октября 1942, Ишимбай, Башкирская АССР) — советский геолог-нефтяник и педагог, профессор. Первооткрыватель в 1932 году башкирской нефти (Ишимбайское нефтяное месторождение, Второе Баку), основатель города Ишимбая.

## Биография
Родился 19 (31) мая 1897 года в деревне Головино Ярославской губернии.

### Образование
В 1909 году окончил сельскую школу, в 1917 — Костромскую гимназию № 1 c медалью. В 1917 году поступил на Естественное отделение Физико-математического факультета МГУ (ставшего 1-м Московским университетом в 1918 году), но прервал обучение из-за отсутствия средств.
В конце 1920 года был командирован из армии на учёбу в Геолого-разведочный факультет Московской горной академии. Окончил её в 1927 году со званием горного инженера по специальности «геология нефтяных месторождений». В 1929 году защитил диплом по теме: «Геология и разведка нефтяных месторождений Керченского полуострова».
В 1929—1932 годах прошёл аспирантуру в АН СССР под руководством И. М. Губкина, получив звание учёного специалиста. В 1937 году Высшая аттестационная комиссия присвоила ему звание кандидат геолого-минералогических наук и профессор (1937).

### Научная работа
В 1925—1926 годах студентом работал геологом Геолкома. Затем работал научным сотрудником Московского отделения Геолкома (1926—1928). Участвовал в исследовании геологии и нефтеносности районов Северного Кавказа и Керченского полуострова (1925—1929).
С 1929 года — научный сотрудник Государственного исследовательского нефтяного института. Был командирован провести геологические исследования и предварительную разведку Стерлитамакского (Ишимбаевского) месторождения нефти Башкирской АССР. Работал там до 1932 года. В 1931 году — начальник отряда по изучению геологии и нефтеносности Башкирского Приуралья
1930—1933 — Заведующий кафедрой геологии МНИ им. И. М. Губкина. Помощник начальника объединения Союзгеоразведка И. М. Губкина.
1932—1934 — Научный консультант треста Востокнефть.
1933—1939 — Зам. ответственного редактора журнала «Проблемы советской геологии». C 1940 года — член редколлегии журнала Известия АН СССР, серия геология.
1934—1937 — Главный инженер и заместитель начальника Главного геолого-гидро-геодезического управления (ГГГУ) Наркомтяжпрома.
С 1937 года — Заместитель директора по научной части Геологического института АН СССР.
1939—1942 — Научный руководитель Волго-Башкирской нефтяной экспедиции.
Опубликовал более 25 научных работ. Выявил области развития рифогенных структур в районе Ишимбай — Стерлитамак и открыл первое в Башкирии крупное Ишимбайское нефтяное месторождение. Провёл организаторскую работу при создании Союзгеоразведки и впоследствии Волго-Башкирской экспедиции в годы Великой Отечественной войны.

### Смерть
Скончался 6 октября 1942 года в городе Ишимбае от сердечного приступа. Власти Ишимбая и руководство «Башнефтекомбината» обратились к семье геолога с разрешением на захоронение его в этом городе.
Об увековечивании памяти первооткрывателя ишимбайской нефти профессора Блохина А. А.
Постановили: учитывая исключительные заслуги профессора тов. Блохина А. А. в деле открытия ишимбайской нефти и его роль в создании Второго Баку исполком Ишимбайского городского Совета депутатов трудящихся решил:
1. Похороны тела умершего профессора Блохина А. А. провести в городском саду, расположенном между улиц Геологической, Механической, Бульварной и Молотова.
2. Просить СНК БАССР и Президиум Академии наук СССР в деле увековечения памяти профессора Блохина А. А. разрешить горисполкому построить памятник на могиле профессора Блохина А. А., для чего отпустить из бюджета текущего года средства.
3. Просить СНК БАССР возбудить ходатайство перед Правительством СССР об установлении персональных пенсий жене и детям умершего профессора Блохина А. А.

Председатель исполкома горсовета Платонов. Секретарь исполкома горсовета Леонтьева.Протокол исполкома Ишимбайского городского Совета депутатов трудящихся от 10.10.1942 № 49
После получения согласия учёного похоронили в сквере между улицами Геологической, Молотова, Бульварной и Механической, позже названном именем геолога. На могиле установили беломраморный обелиск в виде буровой вышки, спроектированный первым ишимбайским художником И. М. Павловым. На могильном надгробии геолог был назван «первооткрывателем башкирской нефти».

## Семья
Жена — Никольская, Евгения Александровна (19.03.1901, с. Таталовка, Тамбовская губ. — 03.10.1988, Москва) — гидрогеолог.
- дочь — Ирина (15.09.1930, Москва — 09.02.2003, Москва), муж с 1955 — Иванов, Александр Владимирович — гидрогеолог.
- дочь — Татьяна (15.09.1930, Москва — 09.05.2002, Москва).

## Членство в комиссиях и организациях
- 1921 май — РКП(б).
- 1937 — Заместитель генерального секретаря Оргкомитета по созыву Международного геологического конгресса в Москве.
- 1937 — Главный редактор 25 томного издания «Геология СССР».

## Память
В Ишимбае имеется улица Блохина, одна из главных транспортных артерий города, и сквер имени А. А. Блохина, расположенный в микрорайоне № 4, на пересечении улиц Блохина и Бульварной. В этом же городе 16 мая 1992 года в память 60-летия открытия башкирской нефти возле здания НГДУ «Ишимбайнефть» сооружён памятник А. А. Блохину из белого мрамора, автором которого является стерлитамакский скульптор М. П. Шабалтин. В 2015 году по инициативе местных властей геологу установили памятник из бетона.
В Стерлитамаке на фасаде офисного здания по адресу: улица Мира, д. 55, установлена мемориальная доска А. А. Блохину.

### Могила
В середине 2000-х годов местные власти решили ликвидировать могилу А. А. Блохина в одноимённом сквере для строительства многоэтажного дома. Родственникам геолога было предложено перезахоронить останки к ишимбайскому мемориальному комплексу «Вышка-бабушка». Потомки учёного не планировали тревожить прах и от предложения чиновников отказались, пожелав увезти останки в Москву и похоронить их в родственной могиле Блохиных на Ваганьковском кладбище. 25 апреля 2007 года состоялось вскрытие могилы. Присутствовали внуки и правнуки учёного. Демонтировали надгробный обелиск и экскаватором вскопали под ним землю. Однако останки не были найдены, и чиновники пообещали родственникам А. А. Блохина их отыскать. Памятник, увезённый на территорию одного из предприятий, обещали установить в другом месте.
В последующие годы проводились безуспешные поиски праха, к 2014 году части обелиска по-прежнему лежали на территории предприятия, куда их поместили во время вскрытия могилы. Власти отменили решение о строительстве дома в сквере под настойчивым влиянием общественности и согласились благоустроить территорию к 75-летнему юбилею города. Планировалось восстановить надгробный обелиск на прежнее место, но впоследствии чиновники отказались от этого решения, потому что он им напоминал захоронение. В декабре 2014 года место обелиска заняла новая скульптура А. А. Блохина с двумя мемориальными стенами. Могила геолога больше не обозначена.

## Комментарии
1. ↑  Деревня Головино (Головина)[3] входила в состав Левашевской волости Костромского уезда[4]; ныне — часть посёлка Некрасовское, районного центра Ярославской области.